# Symbiezidium transversale
Symbiezidium transversale là một loài Rêu trong họ Lejeuneaceae. Loài này được (Sw.) Trevis. miêu tả khoa học đầu tiên.